# Pays d'Aure

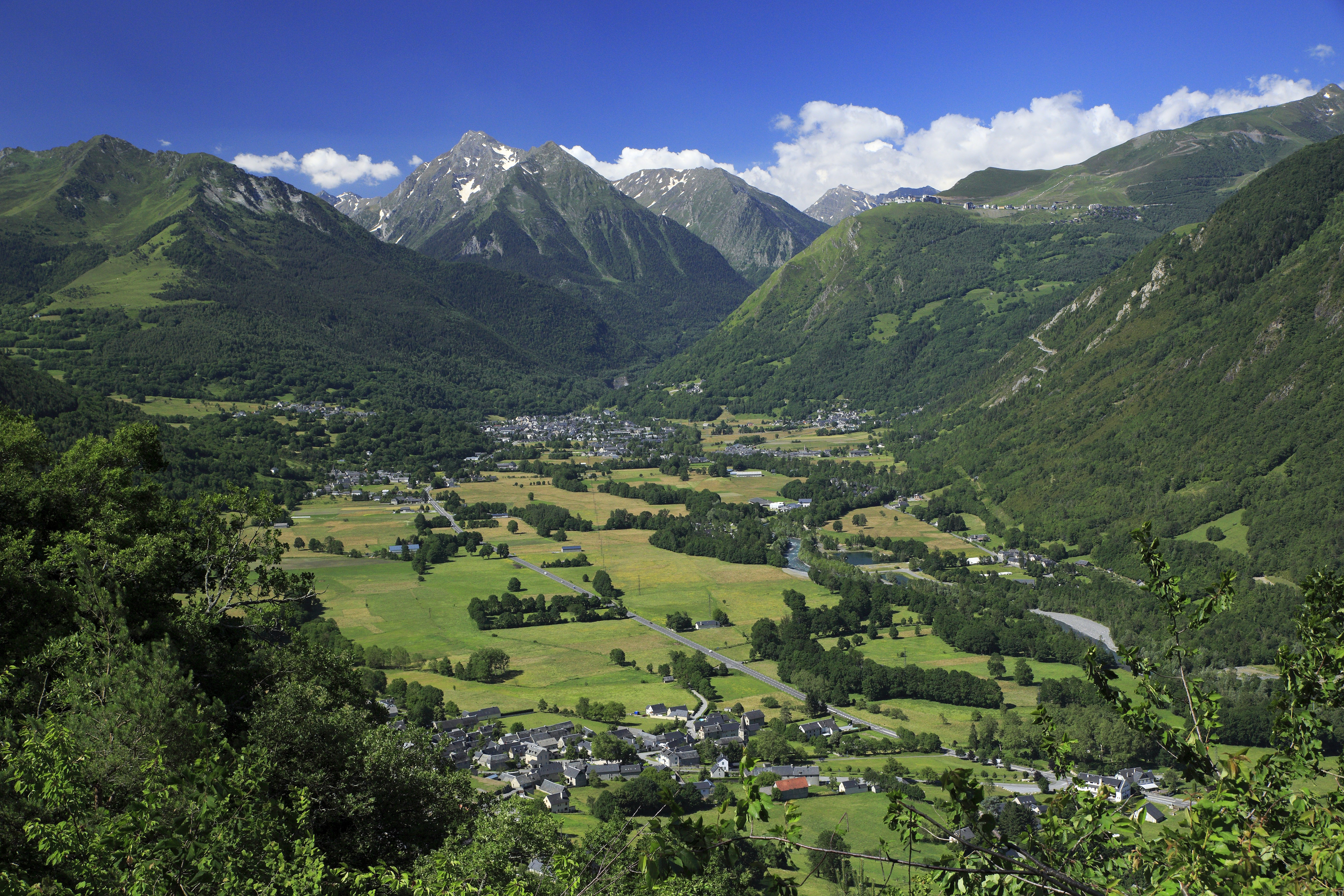
La valle d'Aure

Il Pays d'Aure è un territorio dei Pirenei francesi in Guascogna, ad est degli Alti Pirenei.
Antica provincia francese, esso è costituito da:
- la valle del fiume Neste (a valle di Sarrancolin)
- la valle d'Aure, (a monte di Sarrancolin)
- la valle del Louron (confluente con quella di Aure ad Arreau).

Esso condivide le frontiere con la Bigorre, ad ovest, con la Spagna (raggiungibile tramite la galleria Aragnouet-Bielsa) a sud, con il Comminges ad est e con il Magnoac a nord.

## Città principali
Il  Pays d'Aure comprende le città di Saint-Laurent-de-Neste, La Barthe-de-Neste, Sarrancolin, Arreau, Cadéac, Bordères-Louron, Vielle-Aure, Saint-Lary-Soulan, Loudenvielle, Aragnouet.

## Storia
Nel X secolo esso faceva parte della contea di Aure, che era costituita dalle quattro valli d'Aure, della Neste, di Barousse e del Magnoac.